# Billionaire Boys Club (2018)
Billionaire Boys Club is een Amerikaanse film uit 2018 met in de hoofdrollen Ansel Elgort, Taron Egerton, Kevin Spacey, Emma Roberts, Jeremy Irvine, Thomas Cocquerel, Rosanna Arquette, Cary Elwes en Judd Nelson.
De film is gebaseerd op een waargebeurd verhaal dat in 1987 ook al eens verfilmd werd onder de titel Billionaire Boys Club. De film was opgenomen voordat de beschuldigingen van seksueel misbruik door Kevin Spacey bekend werden, maar kwam uit daarna. De film werd slecht ontvangen en verdiende maar 2 miljoen dollar terwijl het een budget van 15 miljoen had. Hierdoor wordt hij gezien als een flop.

## Rolverdeling
- Ansel Elgort - Joe Hunt
- Taron Egerton - Dean Karney
- Kevin Spacey - Ron Levin
- Emma Roberts - Sydney Evans